# Вшевількі
Вшевількі (пол. Wszewilki, нім. Ziegelscheune) — село в Польщі, у гміні Мілич Мілицького повіту Нижньосілезького воєводства.
Населення — 640 осіб (2011).
У 1975-1998 роках село належало до Вроцлавського воєводства.

## Демографія
Демографічна структура станом на 31 березня 2011 року:
|          | Загалом | Допрацездатний вік | Працездатний вік | Постпрацездатний вік |
| -------- | ------- | ------------------ | ---------------- | -------------------- |
| Чоловіки | 317     | 66                 | 226              | 25                   |
| Жінки    | 323     | 75                 | 190              | 58                   |
| Разом    | 640     | 141                | 416              | 83                   |